# 592
592 (DXCII) fue un año bisiesto comenzado en martes del calendario juliano, en vigor en aquella fecha.

## Acontecimientos
- II Concilio de Zaragoza.[1]
- Juan de Biclaro, obispo de Gerona. Documento De fisco Barcinonensis.[2]

## Fallecimientos
- Gontrán, rey franco (merovingio) de Borgoña.